# Simon Coleman
Simon Coleman (sinh ngày 13 tháng 6 năm 1968 ở Worksop) là một hậu vệ bóng đá người Anh đã giải nghệ. Ông chơi 475 trận liên tiếp cho bóng đá Anh và từng ra sân ở Premier League cho cả Sheffield Wednesday và Bolton Wanderers. Sự nghiệp tại Bolton có thể đã giúp ông vươn lên tầm cao mới ở Premier League nếu không bị gãy chân trong pha tranh chấp với Marco Gabbiadini của Derby County vào tháng 2 năm 1995.
Sau đó ông làm việc cho một học viện bóng đá ở Mansfield. Bây giờ ông đang làm việc tại Trường Garibaldi.

## Danh hiệu
- Zenith Data Systems Cup: Á quân 1989/90 với Middlesbrough
- First Division Championship: 1996/97 (với Bolton Wanderers)